# 金子登
金子 登（かねこ のぼり、1911年11月23日 - 1987年7月6日）は、日本の指揮者、東京芸術大学名誉教授。

## 略歴
神奈川県出身。
1934年に東京音楽学校ピアノ科を卒業し、ヨゼフ・ローゼンシュトックに指揮を学び、1936年に東京音楽学校研究科を修了した。また副科でファゴットを学び、紀元二千六百年奉祝交響楽団にもファゴット奏者として参加している。
1936年に服部正が創設したコンセール・ポピュレール（後の青年日本交響楽団）にファゴット奏者として参加し、1942年には指揮者も務めた 。
1943年から1945年に東京交響楽団常任指揮者を務めた。1945年にはアーニーパイル交響楽団を組織している。
1952年から1956年にウィーンへ留学し、クレメンス・クラウス、カール・ベームらに師事する。
1972年から神奈川フィルハーモニー管弦楽団の理事に就任し、同楽団の常任指揮者も務めた。
また、1962年から1986年には立教大学メサイア演奏会の指揮者を務めている。
1979年に紫綬褒章、1985年に勲三等瑞宝章を受賞している。

## 「教師」として
東京芸術大学在任期間、指揮科教授として数多くの指揮者を育てた。
その中には後に著名な指揮者もいる。若杉弘、三石精一、矢崎彦太郎、松本紀久雄など。晩年では本多敏良、川合良一など。

## 主な作品

### 校歌(作曲)
- 東北電子工業高等学校（現 仙台城南高等学校）校歌
- 宮城県岩出山高等学校校歌